# 인구 폭탄
《인구 폭탄》(영어: The Population Bomb)은 미국 스탠퍼드 대학의 생물학자 폴 애얼릭(Paul R. Ehrlich)이 1968년 발표한 베스트셀러 책이다.
폴 애얼릭은 책에서 “1970~80년대에 어떤 비상조처를 내놓더라도 수억명이 굶어죽는다”고 주장했다. 그러나 실제로는 전 세계적으로 시간이 지날수록 출산율 및 인구 증가세는 꺾이고 있다.

## 같이 보기
- 로마 클럽
- 모럴 패닉
- 인구감소
- 서양의 몰락